# Língua calanga
A língua calanga (nome nativo tjikalanga) é uma língua banta da África Meridional, falada primariamente pelos povos calangas.
O calanga é falado por cerca de 850 mil pessoas, a maioria no Zimbábue (700.000 falantes, 2000) e no leste do Botsuana (150.000 falantes, 2004). A maioria dos alto-falantes são bilíngues com outras línguas predominantes na área, o andebele e xona no Zimbábue e tsuana em Botsuana. 